# Терзян, Азган Карапетовна
Азган Карапетовна Терзян (1910, село Бзыбь, Сухумский округ, Кутаисская губерния, Российская империя — 11 января 1973, село Амзара, Гульрипшский район, Абхазская АССР, Грузинская ССР) — звеньевая колхоза имени Сталина Гантиадского сельсовета сельского Совета Гагрского района, Абхазская АССР, Грузинская ССР. Герой Социалистического Труда (1949).

## Биография
Родилась в 1910 году в крестьянской семье в селе Бзыбь Сухумского округа. После окончания местной сельской школы трудился в сельском хозяйстве. После замужества проживала в селе Старая Мацеста. В 1930-х годах её семья подверглась раскулачиванию, после которого переехала в село Амзара Абхазской ССР. Трудилась в полеводческой бригаде колхоза имени Сталина Гагрского района, председателем которого Самуил Антонович Рухая. В послевоенное время — звеньевая бригады Прокофия Сванидзе.
В 1948 году звено под её руководством собрало в среднем с каждого гектара по 26,1 центнера листьев табака сорта «Самсун» с площади 4,1 гектара. Указом Президиума Верховного Совета СССР от 5 августа 1949 года удостоен звания Героя Социалистического Труда за «получение высоких урожаев кукурузы и табака в 1948 году» с вручением ордена Ленина и золотой медали «Серп и Молот» (№ 4236).
За выдающиеся трудовые достижения в 1949 году награждена вторым Орденом Ленина.
После выхода на пенсию проживала в селе Амзара Гульрипшского района. Умерла в январе 1973 года.
Награды
- Герой Социалистического Труда
- Орден Ленина — дважды (1949; 06.10.1950)